# Msida
Msida (officiële naam L-Imsida) is een havenplaats en tevens gemeente in het noordoosten van het eiland Malta. Het inwoneraantal bedraagt 7.623 (november 2005). Ondanks de beperkte grootte is het een van de belangrijkste plaatsen van Malta.
De naam Msida komt volgens velen van een Arabisch woord dat "de woonplaats van een visser" betekent. Een andere mogelijkheid is dat het afkomt van "Omm Sidna", wat zoveel betekent als "De Moeder van Onze Heer".
In het verleden was Msida een vissersdorp. Hoewel het nu meer verstedelijkt is, zijn er nog altijd vissers actief in het dorp. In Msida bevindt zich de Universiteit van Malta.
De jaarlijkse festa van Msida vindt plaats op de eerste zondag na 19 juli. Dit feest wordt gehouden ter ere van Jozef van Nazareth, aan wie ook de grote kerk van het dorp is gewijd. Ook de voetbalclub van Msida, genaamd Msida Saint Joseph, is naar deze heilige vernoemd. In Msida bevindt zich ook een kleinere, geheel uit steen gehouwen kapel gewijd aan de Onbevlekte Ontvangenis.

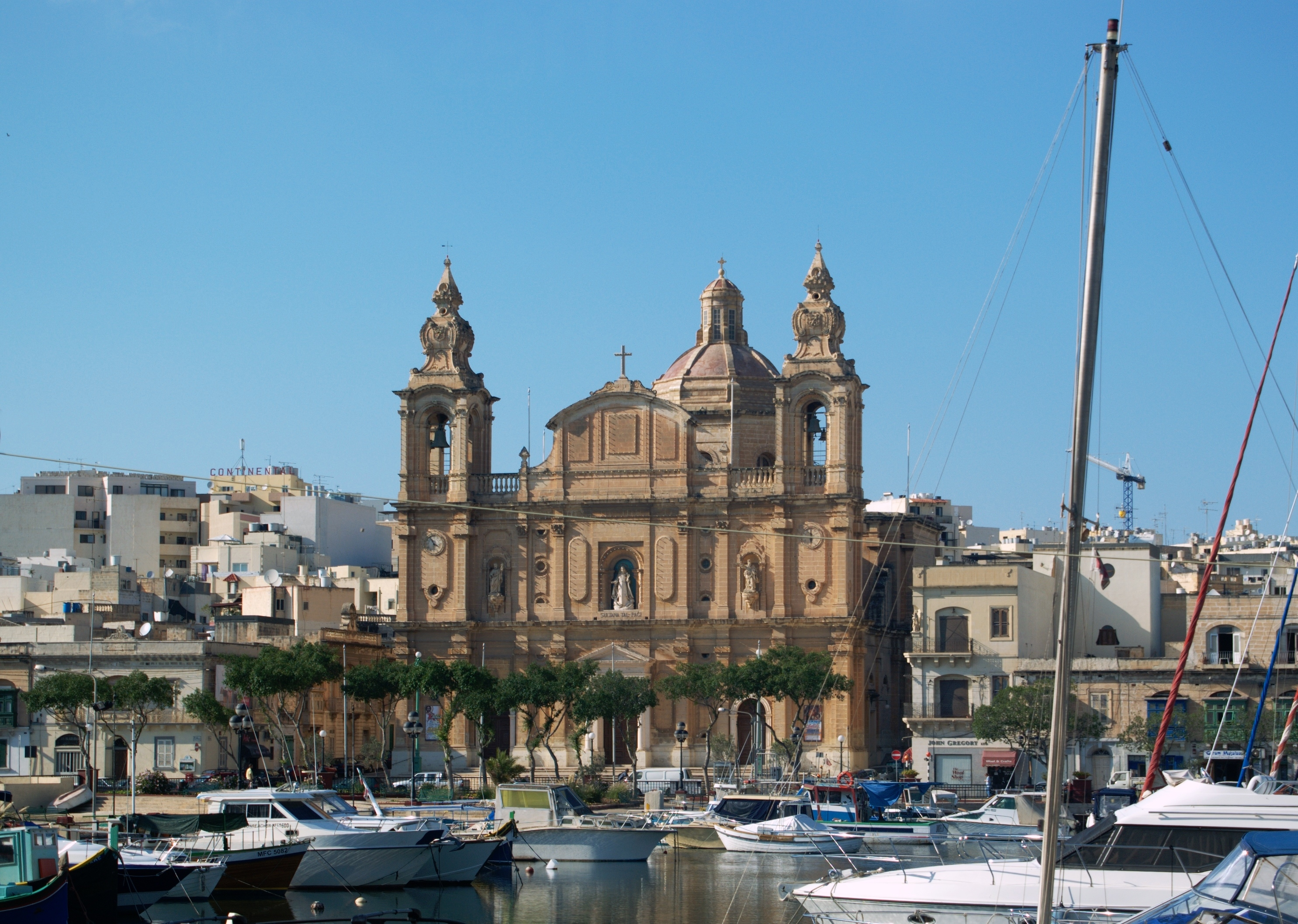
De grote kerk van Msida, gewijd aan Jozef van Nazareth.